# Autoritate
În sens larg, autoritatea este o noțiune aplicabilă unor domenii diverse. În sens restrâns, autoritatea este circumscrisă oricărui tip de organizare, majoritatea teoreticienilor fiind de acord că autoritatea este un rezultat, fie al nevoii de organizare, fie un rezultat al organizării. Autoritatea este o relație care poate fi analizată cel puțin din două perspective: 
- a celui care emite un ordin sau o comandă (persoană sau instituție);
- a celui ce receptează acest ordin.

Mai specific, autoritatea ca relație socială între cel puțin doi actori, bazată pe un principiu de legitimitate, în care unul dintre actori acceptă să-și modifice comportamentul, recunoscând voința activă a celuilalt în virtutea principiului de legitimitate. Altfel spus, autoritatea este o relație socială între un agent activ și unul pasiv, în care agentul activ are dreptul de a comanda, iar agentul pasiv recunoaște acest drept în virtutea unui principiu de legitimitate, pentru atingerea unei finalități comune. Întotdeauna autoritatea presupune o legitimitate și o responsabilitate (care asigură legătura cu o legalitate).
Într-un stat civil, autoritatea este practicată în moduri precum o ramură judiciară sau o ramură executivă a guvernului.

## Autoritatea ca putere legitimă
Dacă privim autoritatea ca putere legitimă, găsim analiza clasică a lui Max Weber care distinge trei forme ale autorității: 

### Autoritatea tradițională
Autoritatea tradițională se referă la faptul că un ordin este autorizat dacă se conformează la tradiție. Aceasta poate fi înteleasă fie ca o manieră de a face, a fi sau a simți la cei care ce receptează acest gen de ordin se așteaptă, fie ca o legătură care le permite să se supună fără a-și pierde identitatea.

### Autoritatea carismatică
Se referă la faptul că un ordin este receptat ca autoritativ deoarece acela care îl emite este înzestrat cu o carismă (har). Carisma este calitatea percepută a unui conducător de a realiza lucruri extraordinare, mult peste puterile oamenilor obișnuiți. Cei ce urmează conducătorul carismatic manifestă entuziast și pasional sprijinul pe care îl acordă conducătorului respectiv. 

### Autoritatea rațional-legală
Se referă la faptul că ordinul este autoritativ în virtutea unei proceduri, cod, reguli sau sintaxe, care pot fi explicitate oricând într-o manieră convenabilă.